# Меденіцино
Медені́цино (рос. Меденицыно) — присілок у складі Великоустюзького району Вологодської області, Росія. Входить до складу Самотовінського сільського поселення.

## Населення
Населення — 48 осіб (2010; 28 у 2002).
Національний склад (станом на 2002 рік):
- росіяни — 100 %